# هادي شاهين
هادي شاهين (مواليد 2 سبتمبر 1986) هو لاعب كرة يد مصري لنادي مصر الجديدة والمنتخب المصري.
شارك في بطولة العالم لكرة اليد للرجال 2017. 